# Belo Oriente
Belo Oriente è un comune del Brasile nello Stato del Minas Gerais, parte della mesoregione della Vale do Rio Doce e della microregione di Ipatinga.